# Brégoux
Der Brégoux ist ein Fluss in Frankreich, der im Département Vaucluse in der Region Provence-Alpes-Côte d’Azur verläuft. Er entspringt unter dem Namen Vallon de Chandeirolles an der Westflanke des Mont Ventoux, im Gemeindegebiet von Malaucène, entwässert anfangs in nordwestlicher Richtung, dreht aber bald nach Südwest und mündet nach rund 21 Kilometern im Gemeindegebiet von Loriol-du-Comtat als rechter Nebenfluss in den Mède.

## Orte am Fluss
(Reihenfolge in Fließrichtung)
- Le Barroux
- Caromb
- Aubignan
- Sarrians